# Antôn Nguyễn Tiến Dũng
Antôn Nguyễn Tiến Dũng (1924-2005) là một linh mục Công giáo người Việt. Ông được biết đến nhiều với vai trò là một nhạc sĩ, nhạc sư với bút danh Tiến Dũng. Ông nguyên là Chủ tịch Ủy ban Thánh nhạc của Hội đồng Giám mục (miền Nam) và nguyên Phó ban Thánh nhạc Việt Nam, trực thuộc Hội đồng Giám mục Việt Nam., nguyên giám đốc nhà hưu dưỡng các linh mục gốc Hà Nội.

## Tiểu sử
Ông sinh ngày 8 tháng 6 năm 1924 tại Làng Yên Cốc, huyện Thanh Oai, tỉnh Hà Đông, nay là xã Liên Châu, huyện Thanh Oai, thành phố Hà Nội, thuộc giáo xứ Từ Châu, giáo hạt Thanh Oai, tổng giáo phận Hà Nội.
Từ năm 1943 đến năm 1950: Antôn Nguyễn Tiến Dũng theo học tại tiểu chủng viện Hoàng Nguyên và đại chủng việnXuân Bích, Hà Nội.
Từ năm 1950 đến năm 1965: Ông du học tại Roma về Thần học, Giáo luật và Âm nhạc.
Năm 1954: Nguyễn Tiến Dũng được thụ phong linh mục
Năm 1962: Linh mục Tiến Dũng tốt nghiệp Tiến sĩ khoa sáng tác (Magistero) tại Nhạc viện Santa Cecilia (Giáo hoàngHọc viện Roma).
Năm 1965 Linh mục Tiến Dũng về nước làm Giáo sư Thánh nhạc và Phụng vụ tại chủng viện Têrêsa (Long Xuyên).
Năm 1967: Linh mục nhạc sĩ Antôn Nguyễn Tiến Dũng thành lập Ủy ban Thánh nhạc trực thuộc Hội đồng Giám mục Việt Nam.
Năm 1972: Linh mục đã tổ chức Đại hội Thánh nhạc toàn quốc tại Sài Gòn quy tụ hầu hết các nhạc sĩ, các ban hợp xướng Công giáo. Ông giảng dạy tại trường quốc gia Âm nhạc Sài Gòn, nhạc viện Bach. Ông là khoa trưởng Phân Khoa Nhân Văn Nghệ thuật của trường Đại học Minh Đức.
Năm 1968: Antôn Tiến Dũng Thành lập trường Suối Nhạc và giảng dạy các môn: Nhạc lý, hòa âm, sáng tác, dương cầm tại nhiều cơ sở đạo và đời.
Sau năm 1975: Ông làm trưởng Ban Thánh nhạc Việt Nam. Đồng thời giảng dạy tiếng Ý và hòa âm tại Nhạc viện Thành phố Hồ Chí Minh.
Ông mất ngày 08 tháng 08 năm 2005 tại nhà hưu dưỡng các linh mục gốc Hà Nội

## Sự nghiệp
Linh mục nhạc sư Tiến Dũng được đánh giá là một trong 4 nhạc sĩ (Nguyễn Văn Hòa, Lương Hoàng Kim, Kim Long) sáng tác nhạc Công giáo thể loại bình ca hay và đúng theo "Hiến chế phụng vụ".. Khi nhận xét về những sáng tác của ông, Giáo sư Tiến sĩ, Nghệ sĩ Nhân dân Quang Hải - nguyên Giám đốc Nhạc viện Thành phố Hồ Chí Minh đã nói:
| “ | Một đặc điểm lớn của âm nhạc Tiến Dũng, mà mọi người ít đề cập đến trong các bài phát biểu của đêm nhạc "Ngàn Lần Yêu", đó là: "tính dân tộc được vận dụng thật khéo léo, sáng tạo và hiện đại ". Nghe nhạc của ông là thấy ngay chất Việt Nam mặc dù được diễn tả bằng các phương tiện không phải của Việt Nam | ” |

.
Linh mục nhạc sĩ Kim Long nguyên phó chủ tịch Ủy ban Thánh Nhạc, nguyên tổng thư ký Ủy ban Phụng Tự trực thuộc Hội đồng Giám mục Việt Nam đã "so sánh" giữa ông và linh mục Tiến Dũng:
| “ | Nhạc sư Tiến Dũng là bậc Thầy, vì kiến thức và học vị của ông hơn tôi nhiều! Tuy chưa được thụ giáo trực tiếp với ông, nhưng những giáo án, những tác phẩm của ông còn chất chứa nhiều điều mà tôi phải học hỏi. | ” |

.
Tiến sĩ âm nhạc Nguyễn Bách, nguyên trưởng phòng thu âm, thu hình của Nhạc viện Thành phố Hồ Chí Minh , đã đánh giá về sự nghiệp của Nhạc sư Tiến Dũng như sau:
| “ | Linh mục nhạc sĩ Tiến Dũng viết rất nhiều sách giáo khoa âm nhạc từ Nhạc lý Căn bản đến Hòa Âm, Đối Âm, Phối dàn nhạc,... Có thể nói chưa có một nhạc sĩ nào lại để lại cho hậu thế nhiều tài liệu giáo khoa âm nhạc qúy giá đến như thế. Bên cạnh đó, ông còn là người thành lập Trường Suối Nhạc, dàn nhạc Công Thức Mới. Trong lãnh vực dàn nhạc, ông đã say mê với việc tìm cách thay thế một số nhạc cụ truyền thống trong dàn nhạc giao hưởng quốc tế bằng các nhạc cụ truyền thống Việt Nam như mõ, trống chầu," và nhạc cụ của dàn nhạc estrade như guitar, saxophone,..." Ông đã đi trước con đường mà ngày nay xã hội đang theo đuổi: dân tộc hóa âm nhạc Tây phương kết hợp với hiện đại hóa âm nhạc truyền thống Việt Nam . | ” |

### Sáng tác Thánh nhạc
Nhạc sĩ Tiến Dũng là một trong những người tiên phong cho nền thánh nhạc Việt Nam với nhiều bài hát nổi tiếng: 
- Con Linh mục,
- Đêm Tuyệt Thánh này,
- Kính chào nữ Vương,
- Nữ vương Thiên Đàng,
- Bên sông Babylon,
- Bài ca lữ Hành,
- Thân phận lưu đày,
- Trăm triệu lời ca

Các tập Thánh ca: Hát lên bài ca mơí, Trăm triệu lời ca, Bài ca suy tôn, Bài ca vô tận, Missa quarta, Missa quinta.

### Biên soạn về âm nhạc
Nhạc sư Tiến Dũng đã biên soạn các sách giáo khoa về âm nhạc được phổ biến rộng rãi: 
- Nhạc lý,
- Hoà âm thực tập và dẫn giải,
- Đối âm,
- Tẩu pháp,
- Tôi viết ca khúc tiếng Việt,
- Hoà âm tân thời,
- Trên phím đàn

## Vinh danh
Các môn sinh của Linh mục Nhạc sư Tiến Dũng đã tổ chức " Đêm nhạc Ngàn Lần Yêu " vào ngày 13 tháng 12 năm 2002 tại nhà thờ Xóm Thuốc, Gò Vấp, Thành phố Hồ Chí Minh. Ghi nhận về đêm nhạc này VietCatholic News (Thứ Tư 22/1/2003) đã viết:
| “ | Nhà thờ với sức chứa 1500 chỗ này trở nên quá bé nhỏ so với lòng yêu mến và sự hiện diện của người đến xem thuộc các giới: các chuyên gia âm nhạc thuộc Nhạc viện Thành phố Hồ Chí Minh , Đài Truyền hình, Đài phát thanh, báo chí, linh mục tu sĩ, ca đoàn, giáo dân, v.v. Một số đông người đến xem không thiệp mời đành phải ra về hoặc được mời vào sau khi chương trình bắt đầu để "đứng đâu đó" mà theo dõị Thật ngạc nhiên và khích lệ lớn cho ban tổ chức khi số khán giả còn ở lại trong phần đầu chương trình (được đánh giá là âm nhạc bác học, khó, không phổ thông) vẫn nhiều hơn 80%.. | ” |

Để tưởng nhớ những đóng góp của Linh mục Nhạc sư Tiến Dũng, các thân hữu của ông đã đúc tượng bán thân hình ông đặt tại tòa soạn "Nguyệt San Thánh Nhạc Ngày Nay".